# 托馬基夫卡區

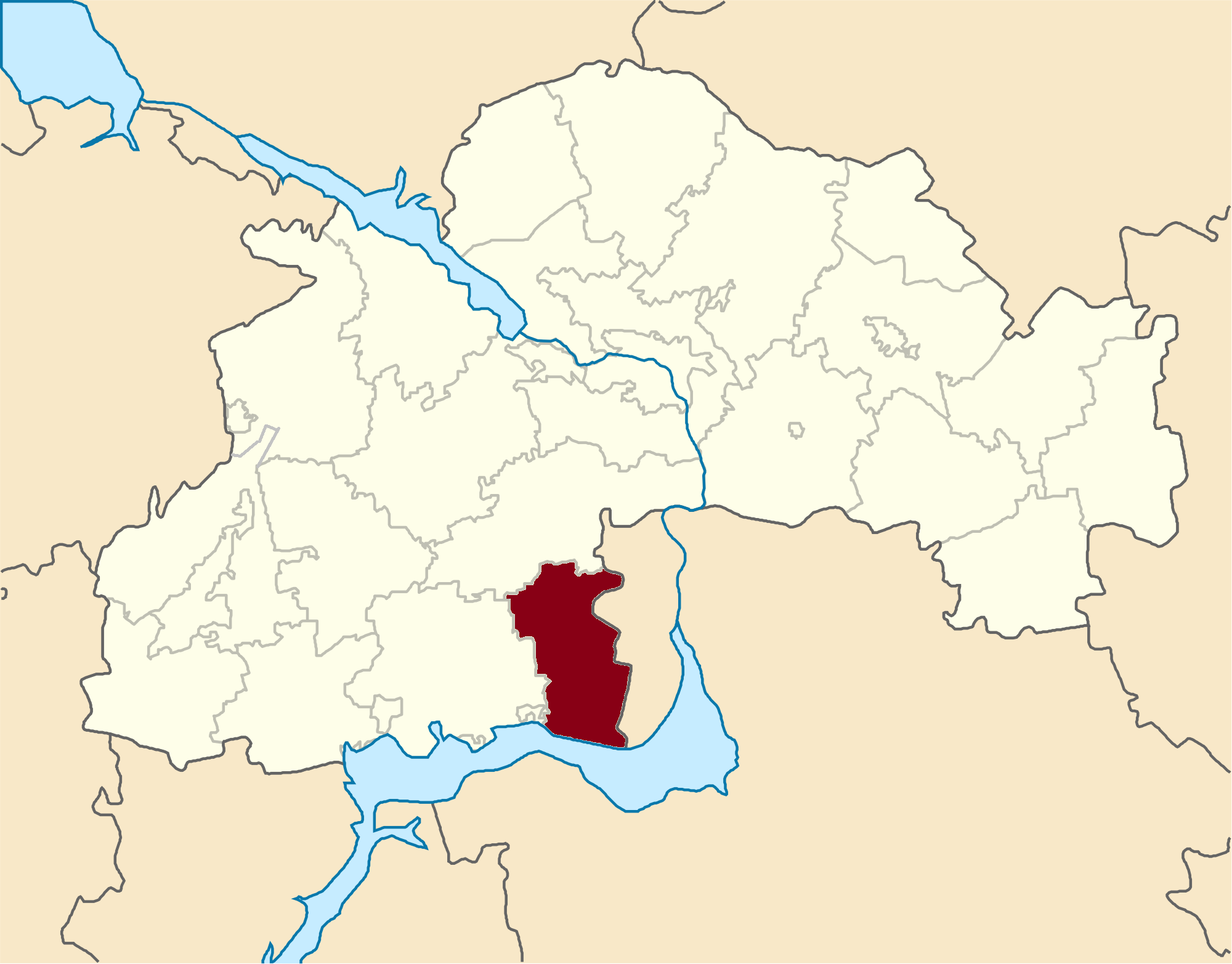

47°49′N 34°44′E / 47.817°N 34.733°E
托馬基夫卡區（烏克蘭語：Томаківський район），是烏克蘭的一個區，位於該國中部，由第聶伯羅彼得羅夫斯克州負責管轄，首府設於托馬基夫卡，面積1,200平方公里，2015年人口25,325，人口密度每平方公里21.7人。